# Poliana wintgensi
Poliana wintgensi es una polilla de a familia Sphingidae.
Vuela sobre la sabana y matorrales secos de Tanzania, Kenia y zonas orientales de Zimbabue y Mozambique.
Su envergadura alar es de 34 a 40 mm. Es muy similar a Poliana buchholzi, pero más pequeña y más oscura, la parte inferior del tórax y el abdomen son blancos. Ambos sexos son superficialmente idénticos.

## Sinonimia
- Taboribia wintgensi Strand, 1910
- Poliana marmorata Fawcett, 1915